# Merve Hazer
Merve Hazer (* 1. März 1994 in Istanbul) ist eine türkische Schauspielerin.

## Biografie
Hazer wurde am 1. März 1994 in Istanbul geboren. Sie studierte an der Anadolu Üniversitesi. Ihr Debüt gab sie 2010 in der Fernsehserie Elde Var Hayat. Anschließend war sie 2011 in Ezel zu sehen. Unter anderem spielte Hazer 2012 in Zil Çalınca die Hauptrolle.
Von 2013 bis 2014 wurde sie für die Serie Güneşi Beklerken gecastet. Außerdem bekam Hazer in dem Film Yaşamak Güzel Şey eine Hauptrolle. Zwischen 2018 und 2019 trat sie in Bir Litre Gözyaşı auf. 2022 setzte sie ihre Karriere in Der Vogel und die Löwin fort.

## Filmografie
Filme
- 2016: Boşu Bir Yerde
- 2017: Yaşamak Güzel Şey

Serien
- 2010–2012: Elde Var Hayat
- 2011: Ezel
- 2012: Zil Çalınca
- 2012: Kayıp Sehir
- 2013–2014: Güneşi Beklerken
- 2018–2019: Bir Litre Gözyaşı
- 2020: Kırmızı Oda
- 2022: Der Vogel und die Löwin